# Ahu Vai Ure
Ahu Vai Ure (ponekad nazivan i Ahu Vai Uri, Ahu Vai A Ure, Ahu Vai A Uri), jedan od 3 ahua u kompleksu Ahu Tahai u blizini grada Hanga Roa, Uskršnji otok, koji još čine Ahu Ko Te Riku s jednom statuom i Ahu Tahai s jednim velikim moaijem.
Ahu Vai Ure ima pet statua od čega je samo jedna netaknuta, a ostale četiri figure su teško oštečene, a jedna je i bez glave.

## Vanjske poveznice
- Tahai - Ahu Vai Ure[neaktivna poveznica]
- Ahu Vai Ure